# Chairesilaos
Chairesilaos (altgriechisch Χαιρησίλαος Chairēsílaos) ist eine Person der griechischen Mythologie.
Er erscheint in der Literatur einzig bei Pausanias im Zusammenhang mit dem Gründungsmythos der Polis Tanagra. Chairesilaos ist der Sohn des Iasios und Enkel des Eleuther, der wiederum als Sohn des Gottes Apollon mit der Aithusa, eine Tochter des Gottes Poseidon, vorgestellt wird. Der Sohn des Chairesilaos ist der Gründer Tanagras Poimandros, der die Stadt nach seiner Gattin Tanagra benannte.
Karl Tümpel schließt aus Angaben bei Plutarch zum Stammbaum des Poimandros, dass Chairesilaos auch Großvater des Ephippos und damit Urgroßvater des trojanischen Kämpfers Akestor ist.